# روتا پاشکاسکین
روتا پاشکاسکین (انگلیسی: Rūta Paškauskienė؛ زادهٔ ۱۹۷۷) یک بازیکن تنیس روی میز اهل لیتوانی است. 
وی در مسابقات کشوری و بین‌المللی در مجموع برنده ۷ مدال طلا، ۲ مدال نقره، ۷ مدال برنز شده‌است.